# 시트 저항

탄소 필름의 시트 저항에 기반을 둔 레지스터

시트 저항(Sheet resistance)은 정사각형의 반대쪽 두 면에 접촉이 이루어진 얇은 재료의 정사각형 조각의 저항이다. 일반적으로 두께가 균일한 박막의 전기저항을 측정하는 것이다. 이는 일반적으로 반도체 도핑 (반도체), 금속 증착, 저항성 페이스트 인쇄 및 유리 코팅으로 만들어진 재료를 특성화하는 데 사용된다. 이러한 프로세스의 예로는 도핑된 반도체 영역(예: 실리콘 또는 폴리실리콘) 및 후막 하이브리드 마이크로 회로의 기판에 스크린 인쇄되는 저항기가 있다.
저항 또는 비저항과 달리 시트 저항의 유용성은 4단자 감지 측정(4점 프로브 측정이라고도 함)을 사용하여 직접 측정하거나 비접촉 와전류 기반 테스트 장치를 사용하여 간접적으로 측정한다는 것이다. 시트 저항은 필름 접점의 스케일링에 따라 변하지 않으므로 크기가 크게 다른 장치의 전기적 특성을 비교하는 데 사용할 수 있다.